# Kasennyj Torez
Der Kasennyj Torez (ukrainisch Казе́ний Торе́ць, russisch Казённый Торе́ц/Kasjonny Torez) ist ein rechter Nebenfluss des Siwerskyj Donez in der ukrainischen Oblast Donezk.
Der Kasennyj Torez entspringt an der Nordwestflanke des Donezrückens östlich von Pokrowsk. Der Fluss fließt in überwiegend nördlicher Richtung durch den Nordteil der Oblast Donezk. In der Stadt Druschkiwka mündet der Krywyj Torez von rechts in den Kasennyj Torez. Anschließend durchfließt er die Stadt Kramatorsk. In Slowjansk trifft der Suchyj Torez von links auf den Fluss. Nach 129 km erreicht der Kasennyj Torez den Siwerskyj Donez. Das Einzugsgebiet umfasst 5410 km².